# بي غان
بي غان (بصينية : 毕 赣 مواليد 4 يونيو 1989) هو مخرج أفلام صيني وكاتب سيناريو وشاعر ومصور. ولد في مدينة كايلي في قويتشو. لم يخرج إلا فلمين طويلين حتى الآن وواحد قصير. Bi Gan (毕 赣 ، مواليد 4 يونيو 1989) هو مخرج أفلام صيني وكاتب سيناريو وشاعر ومصور. ولد في مدينة كايلي (凯里) ، قويتشو (贵州) فاز بجائزة أفضل مخرج جديد في جوائز الحصان الذهبي الثاني والخمسين، وجائزة الاتحاد الدولي للنقاد السينمائيين، وجائزة أفضل فيلم روائي طويل في الدورة 68 لمهرجان لوكارنو السينمائي.

## وصلات خارجية
- بي غان في قاعدة بيانات الأفلام على الإنترنت